# Комплекс з виробництва добрив у Сіндрі
Комплекс з виробництва добрив у Сіндрі – підприємство хімічної промисловості в індійському штаті Джаркханд. Стало першим великим заводом добрив в історії Індії.
Підприємство, яке почало роботу в 1951-му (урочисте відкриття Джавахарлалом Неру припало на 1952-й), мало вуглехімічну технологію, тому майданчик для нього обрали в районі вуглевидобутку на північному сході країни. Шляхом газифікації вугілля тут отримували аміак, який далі використовували для продукування добрива – сульфату амонію. Другий необхідний для цього компонент – гіпс – доправляли із Раджастхану. Супутнім продуктом був карбонат кальцію, що далі йшов на виробництво цементу. Потужність заводу по сульфату амонію становила 960 тон на добу, при цьому найвищого фактичного показника виробництва на рівні 339 тисяч тон досягнули у 1956/1957 бюджетному році. Для забезпечення власних енергетичних потреб завод мав електростанцію потужністю 80 МВт.
В 1954-му майданчик доповнили 60 коксовими печами, які щодобово могли продукувати 600 тон коксу. В 1959-му їх доповнили блоком вилучення аміаку із коксового газу продуктивністю 189 тон на добу. При цьому новим напрямком споживання аміаку стало виробництво азотної кислоти добовою потужністю 225 тон, що дозволило розширити лінійку добрив за рахунок нітрату сульфату амонію. 
В 1978-му провели докорінну модернізацію підприємства із зміною технології виробництва аміаку на споживання нафтопродуктів, при цьому кокосові печі та блок продукування аміаку із коксового газу також зупинили (в 1984-му 30 печей все-таки повернули до роботи, але в 1998-му остаточно вивели їх з експлуатації). Після модернізації підприємство могло щодобово продукувати 900 тон аміаку та 1000 тон сечовини. 600 тон аміаку споживалось для виробництва азотної кислоти із наступним випуском нітрату амонію, тоді як інший призначався для продукування сульфату амонію (тривав до 1992 року).
Іншим важливим елементом модернізації в кінці 1970-х став напрям випуску фосфорних добрив. В межах цього проекту запустили нове виробництво сульфатної кислоти продуктивністю 880 тон на добу (з 1968 по 1978 на заводі вже працював цех цього продукту добовою потужністю 400 тон, проте він використовував застарілу технологію на основі споживання піритів). Далі сульфатну кислоту використовували для обробки фосфатів із отриманням 360 тон фосфатної кислоти на добу, що дозволяло щорічно продукувати 326 тисяч тон потрійного суперфосфату. Побічним продуктом реакції кислоти з фосфатами був сульфат кальцію (гіпс), який заміщав природний гіпс та дозволяв економити на його транспортуванні зі штату на протилежному кінці Індії.
З 1985-го завод розпочав випуск бікарбонату амонію в обсягах 20 тон на добу (сіль вугільної кислоти, що має широке застосування у харчовій промисловості).
Станом на початок 2000-х завод щорічно випускав 275 тисяч тон сечовини, втім, у грудні 2002-го його зупинили через нерентабельність.
В середині 2010-х на тлі зростання потреби у добривах уряд Індії вирішив реанімувати кілька закритих виробничих майданчиків із використанням сучасних технологій. Для цього створили компанію Hindustan Urvarak and Rasayan Limited (HURL), учасниками якої стали нафтогазовидобувна Indian Oil Corporation, вуглевидобувна Coal India Limited, електроенергетична NTPC (по 29,67%), а також виробники добрив Fertilizer Corporation of India (з 1961-го володіла майданчиком у Сіндрі) та Hindustan Fertilizer Corporation.
Восени 2022-го відбувся запуск нового заводу у Сіндрі, який споживає природний газ (надходить по трубопроводу Фулпур – Халдія) та може щодоби випускати 2250 тон аміаку та 3850 тон сечовини.